# Condado de Milicz
Condado de Milicz (polaco: powiat milicki) é um powiat (condado) da Polónia, na voivodia de Baixa Silésia. A sede do condado é a cidade de Milicz. Estende-se por uma área de 715,01 km², com 36 833 habitantes, segundo o censo de 2007, com uma densidade de 51,5 hab/km².

## Divisões admistrativas
O condado possui:
Comunas urbana-rurais: Milicz
Comunas rurais: Cieszków, Krośnice
Cidades: Milicz

## Demografia
População (dados de 30 de Junho de 2005):
|          | Total   | Total | Mulheres | Mulheres | Homens  | Homens |
| -------- | ------- | ----- | -------- | -------- | ------- | ------ |
|          | pessoas | %     | pessoas  | %        | pessoas | %      |
| Total    | 36 894  | 100   | 18 506   | 50,2     | 18 388  | 49,8   |
| Cidades  | 12 057  | 100   | 6197     | 51,4     | 5860    | 48,6   |
| Povoados | 24 837  | 100   | 12 309   | 49,6     | 12 528  | 50,4   |